# 格雷厄姆·罗布

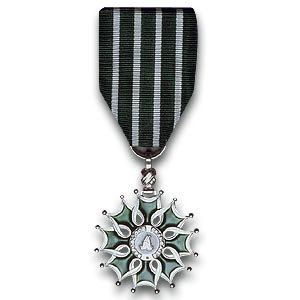

格雷厄姆·麥克唐納·罗布（Graham Macdonald Robb，1958年6月2日—）是一位英国作家，以及专攻法语文学的评论家。

## 生平
罗布出生于曼彻斯特，当时属于兰开夏郡，就读于牛津大学埃克塞特学院，学习现代语言，1981年获文学士。1982年，罗布进入伦敦大学金匠学院接受师范教育，师从唐纳德·亚当逊学习法语，然后在美国田纳西州纳什维尔的范德堡大学攻读研究生，获法语文学哲学博士。此后成为牛津大学埃克塞特学院研究员（1987-1990年） ，然后离开学术界。
1997年，他因《维克多·雨果》一书获得惠特贝瑞图书奖，2001年因《兰波》一书获塞缪尔·约翰逊奖。1996年，以《解锁马拉美》一书获得美国现代语言学会独立学者奖。他写的三本传记 (《维克多·雨果》、《兰波》和《巴尔扎克》全部列为《纽约时报》“年度最佳图书”。罗布的《发现法国》一书在2007年获得了达夫·库珀奖，在2008年获得皇家文学学会昂达杰奖。在《发现中土：绘制凯尔特人失落的世界》（2013年）中，尝试确定古代凯尔特人的疆域、定居点和战斗的地点、部落迁徙的路线。
1998年，罗布当选为皇家文学学会会员，于2009年被任命为藝術與文學勳章骑士。《巴黎人：探寻巴黎历史的神奇之旅》一书的法语译本出版后，在2012年，他获得巴黎城市勋章。
1986年，罗布娶了一位学者玛格丽特·汉布里克。

## 著作
- 《剪影中的科西尔·撒旦：波德莱尔青年时代的新闻环境》（Le Corsaire-Satan en Silhouette: le milieu journalistique de la jeunesse de Baudelaire，1985年）
- 《巴尔扎克的波德莱尔读者》（Baudelaire lecteur de Balzac，1988年）, ISBN 2-7143-0279-3
- 《波德莱尔》（Baudelaire，1989年）ISBN 0-241-12458-1, 1987
- 《波德莱尔的诗歌与法国诗歌，1838-1852年》（La Poésie de Baudelaire et la poésie française, 1838–1852，1993年）, ISBN 2-7007-1657-4
- 《巴尔扎克传》（Balzac: A Biography，1994年）, ISBN 0-330-33237-6
- 《解锁马拉美》（Unlocking Mallarmé，1996年）, ISBN 0-03-000648-1
- 《维克多·雨果》（Victor Hugo，1997年）, ISBN 0-330-33707-6
- 《兰波》（Rimbaud，2000年）, ISBN 0-330-48282-3
- 《陌生人：19世纪的同性爱情》（Strangers: Homosexual Love in the 19th Century，2003年）, ISBN 0-330-48223-8
- 《发现法国：从大革命到第一次世界大战的历史地理》（The Discovery of France. A Historical Geography from the Revolution to the First World War，2007年），W. W. Norton ISBN 0-393-05973-1
- 《巴黎人：探寻巴黎历史的神奇之旅》（Parisians: An Adventure History of Paris，2010年）W. W. Norton ISBN 978-0-393-06724-8
- 《发现中土：绘制凯尔特人失落的世界》（美国：The Discovery of Middle Earth: Mapping the Lost World of the CeltsISBN 0-393-08163-X；英国：The Ancient Paths: Discovering the Lost Map of Celtic Europe, ISBN 0-330-53150-6）
- 《不列颠群岛的关隘》（Cols and Passes of the British Isles，2016年） ISBN 978-1846148736
- 《有争议的土地：苏格兰和英格兰之间的失落世界》（The Debatable Land: The Lost World Between Scotland and England，2018年）ISBN 978-0393285321